# Santuario della Beata Vergine della Navicella
Il Santuario della Beata Vergine della Navicella è un luogo di culto cattolico e sorge dove la tradizione vuole sia avvenuta l'apparizione della Madonna ad inizio Cinquecento.

## Storia
La costruzione della prima chiesa è, secondo la tradizione, collegata all'apparizione della Madonna avvenuta nel 24 giugno 1508 a Baldissera Zalon, sul lido di Sottomarina. Baldissera era venuto verso sera nell’orto del suo padrone per valutare i danni causati da un violento temporale, che aveva imperversato per tutta quella giornata sulla laguna veneta, scaricandosi su Chioggia. Durante l'apparizione la Madonna, seduta su un ceppo di legno, spostò il velo mostrando il corpo del Figlio morto. Invitò quindi l’ortolano a informare il vescovo di Chioggia dell'accaduto e ad avvisare che, se la città lagunare non si fosse convertita a  Dio, avrebbe potuto essere presto distrutta. Infine ella salì su una piccola imbarcazione ( na navezela ) e si allontanò.
Subito la notizia si diffuse, e in tale luogo venne costruita una piccola cappella in legno, sostituita poi, fra il 1511 e il 1529,da una chiesa che fu consacrata dal Vescovo Gabriele Fiamma il 24 febbraio1585. Qui si cominciò a venerare il ceppo di legno dove si era seduta la Vergine e un'icona che raffigurava l'evento.
Nel 1799 per volontà del governo napoleonico il santuario venne trasformato in un magazzino militare per poi venir definitivamente smantellato nel 1813.

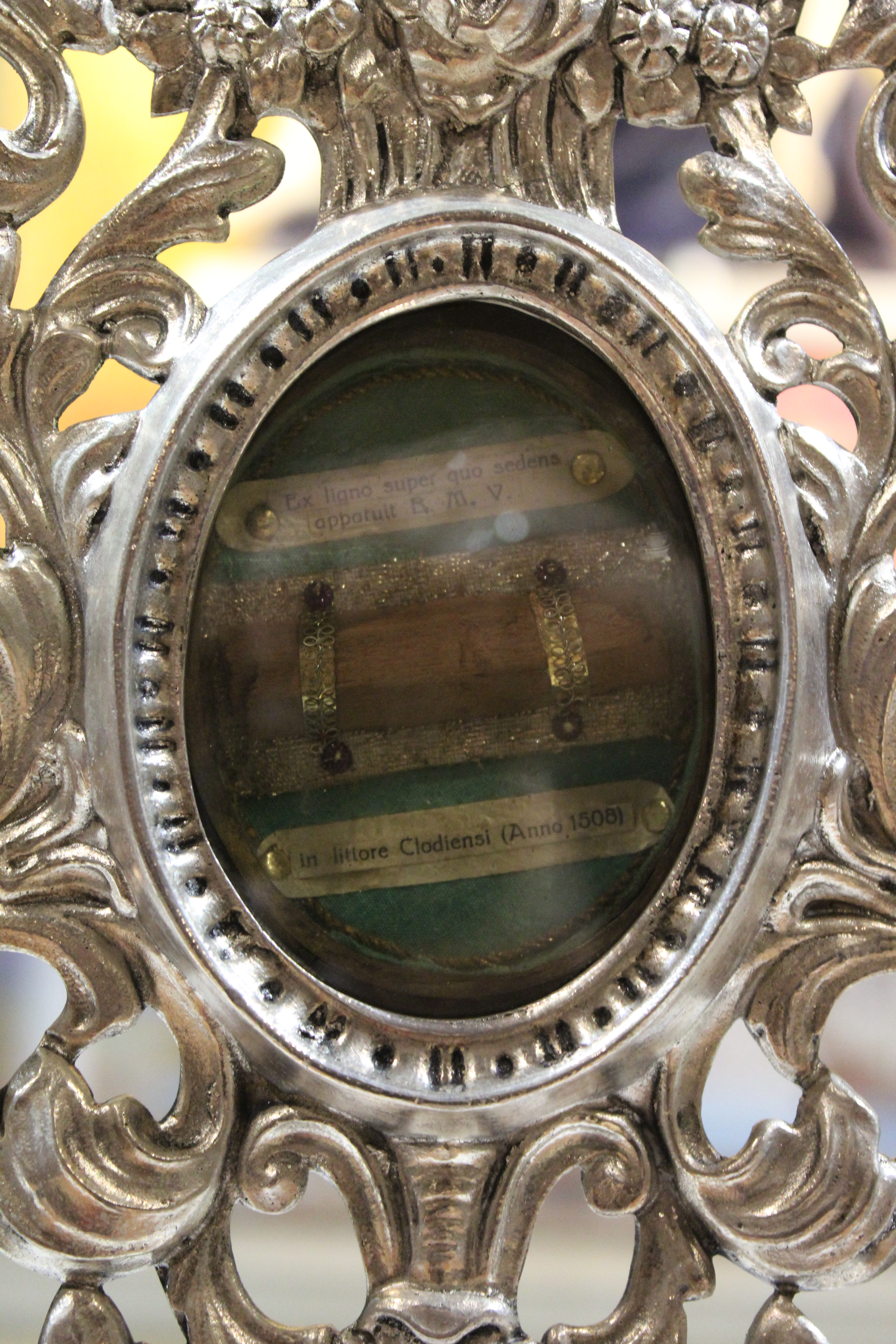
Frammento del tronco dove la tradizione vuole si sia seduta la Madonna della Navicella.

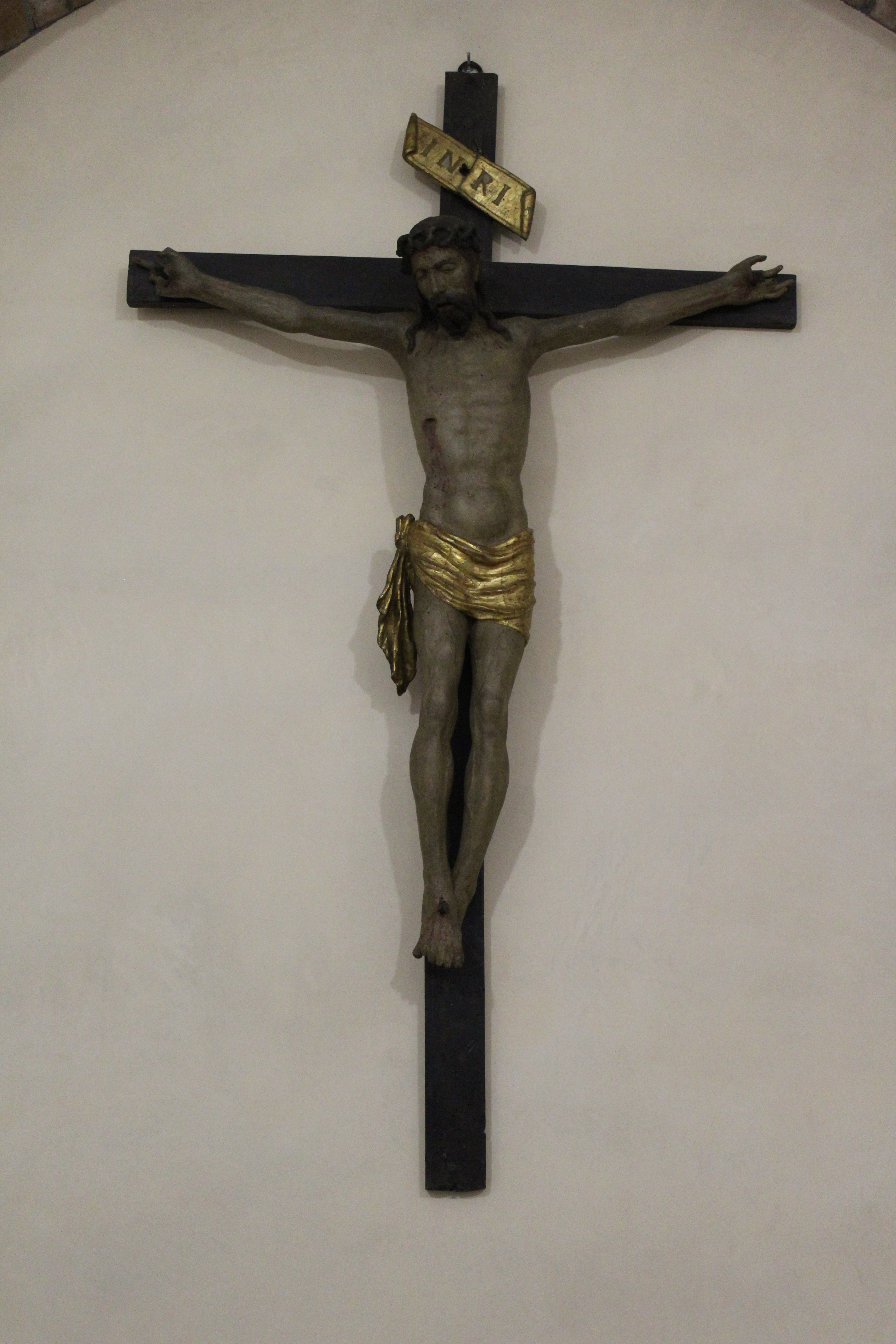
Crocefisso cinquecentesco

Prima dello smantellamento, le opere d'arte vennero trasferite nelle varie chiese di Chioggia, in particolare i cimeli dell'apparizione trovarono sede definitiva nella Basilica minore di San Giacomo Apostolo dove ancora oggi sono esposti al centro dell'altar maggiore.
L'attuale santuario venne edificato in seguito a un voto alla Madonna per aver protetto la città dai bombardamenti nel secondo conflitto mondiale e venne consacrato da Vescovo  Giovanni Battista Piasentini nel 1957.

## Descrizione
Il santuario attuale è strutturato in tre navate cioè a pianta basilicale di 21,45 metri di larghezza, 40,50 di lunghezza e 18 di altezza.
La facciata, in mattoni a faccia vista, è in stile romanico, divisa in tre parti da delle lesene verticali  in pietra d'Istria, con la zona centrale più elevata. Sono presenti tre ingressi sormontati da delle nicchie semicircolari contenenti figure, realizzate in mosaico, dei Santi Felice e Fortunato e della Madonna della Navicella. A sinistra è presente un portico anch'esso in mattoni a faccia vista.
Sul lato della chiesa esposto a nord sono ancora visibili le antiche fondazioni del precedente tempio.

### Interno
Le navate laterali sono collegate a quella centrale attraverso dei pilastri.
Sopra l'altar maggiore, dentro una nicchia in mosaico dorato realizzata da Antonio Gatto, è montata una statua lignea della Madonna della Navicella di Ioseph Hermann.
L’interno è illuminato attraverso delle vetrate e dei rosoni in vetro policromo.
La cappella feriale conserva un crocefisso cinquecentesco proveniente dall'antico santuario.
La controfacciata è adorna di una tela realizzata nel 1983 dal pittore locale Attilio Penzo raffigurante l'apparizione della Madonna di Marina.